# Din släktsaga
Din släktsaga är ett tv-program producerat av SVT Malmö med Marianne Söderberg som programledare, även fotografen Bo Blomberg har bidragit till programmet uppkomst. I programmet tas livsöden för de som var unga runt sekelskiftet 1900 upp. Dessa berättas med hjälp av fotografier, brev och ättlingar.
Det första introduktionsprogrammet sändes den 16 januari 2003 i SVT1, varefter tittarna uppmanades att skicka in sina släktsagor. Sedan dröjde det till den 7 oktober 2003 innan serien drog igång på riktigt. Den sändes då i SVT1. Den 19 oktober 2004 var det premiär för den andra säsongen, denna gång hade man flyttat till SVT2.